# Марцел Соботтка
Марцел Соботтка (нім. Marcel Sobottka, нар. 25 квітня 1994, Гельзенкірхен, Німеччина) — німецький футболіст, опорний півзахисник клубу «Фортуна» (Дюссельдорф).

## Ігрова кар'єра

### Клубна
Марцел Соботтка народився у місті Гельзенкірхен і є вихованцем місцевого клубу «Шальке 04», де він починав грати з молодіжної команди. Перед початком сезону 2013/14 Соботтка був внесений до складу першої команди. У січні 2014 року футболіст знаходився в заявці команди на гру Бундесліги але того разу на поле не вийшов. Його дебют в основі відбувся 26 січня 2014 року у матчі проти «Гамбурга».
Влітку 2015 року Соботтка підписав трирічний контракт з клубом Другої Бундесліги «Фортуна» з Дюсельдорфа. Першу гру в новій команді півзахисник провів у серпні 2015 року. Влітку 2017 року футболіст підписав з клубом новий п'ятирічний контракт. У травні 2022 року контракт знову був продовжений до кінця 2025 року.

### Збірна
У 2013 році Марцел Соботтка провів одну гру у складі юнацької збірної Німеччини (U-20).